# Jerzy Świderski (1927–1944)

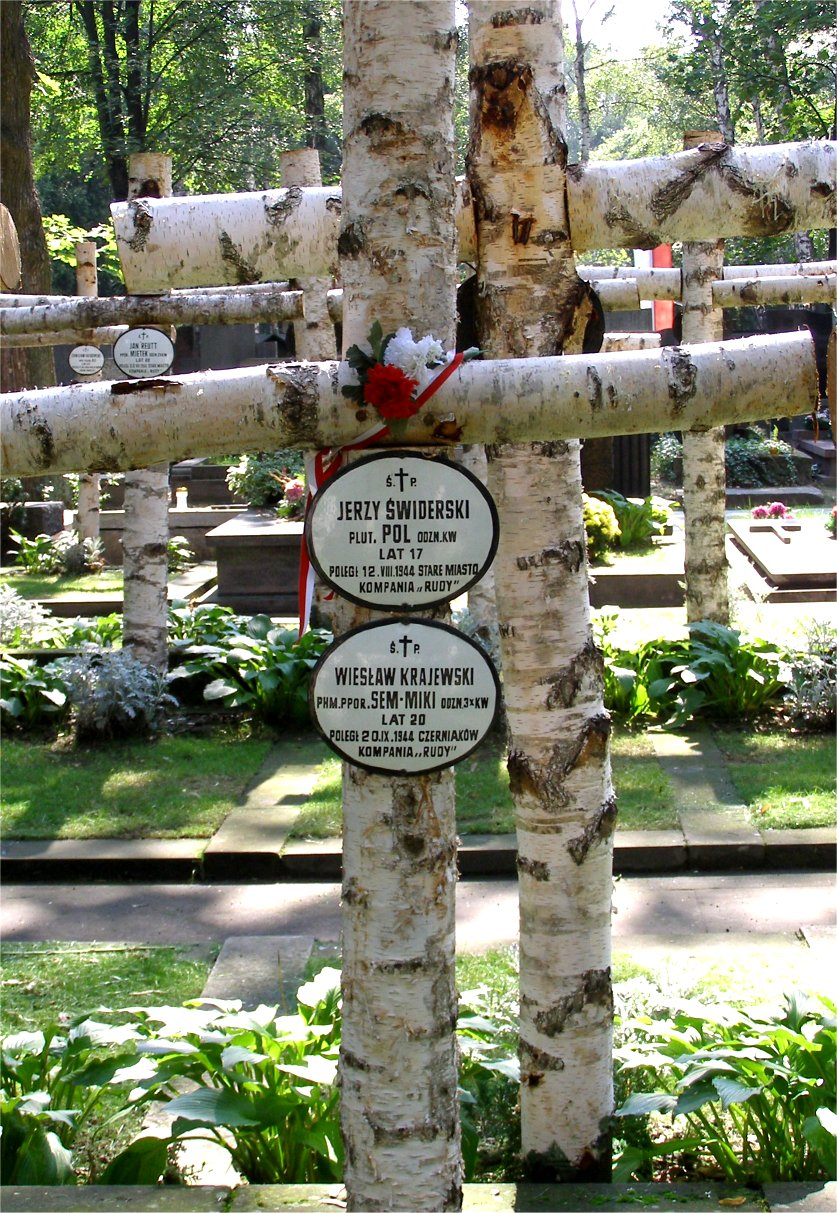
Mogiła na Powązkach

Jerzy Świderski ps. Pol (ur. 10 stycznia 1927 w Warszawie, zm. ok. 12 sierpnia 1944 tamże) – plutonowy, uczestnik powstania warszawskiego w 2. kompanii „Rudy” batalionu „Zośka” Armii Krajowej.
Poległ 12 sierpnia 1944 w walkach powstańczych na Starym Mieście, podczas natarcia na Stawki. Miał 17 lat. Pochowany w kwaterach żołnierzy i sanitariuszek batalionu „Zośka” na Wojskowych Powązkach w Warszawie wraz z phm. ppor. Wiesławem Krajewskim (kwatera A20-3-14).
Odznaczony Krzyżem Walecznych.